# التجارة خلال عصر الفايكنج

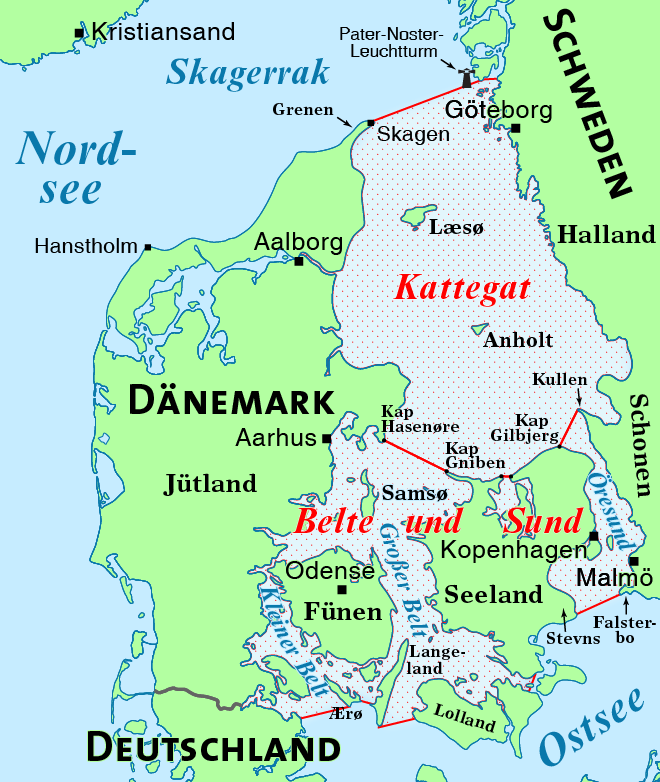

مع أن الفايكنج اشتهروا بجمع الثروة بواسطة النهب والإغارة والغزو، كانوا أيضًا تجارًا ماهرين وناجحين. طور الفايكنج العديد من المراكز التجارية في الدول الإسكندنافية وخارجها، إضافةً إلى سلسلة من طرق التجارة الطويلة خلال عصر الفايكنج، من القرن الثامن الميلادي إلى القرن الحادي عشر الميلادي. ستجلب مراكز تجارة الفايكنج وطرقها التجارية ثروة هائلة والكثير من السلع الأجنبية مثل العملات العربية والحرير الصيني والأحجار الكريمة الهندية. أسس الفايكنج أيضًا «اقتصاد السبائك» إذ استُخدمت الفضة، وبدرجة أقل الذهب، وسيلةً للتبادل. يمكن العثور على أدلة على مركزية التجارة والاقتصاد في السجل الأثري بواسطة أدلة السرقة والعملات المزيفة والتهريب. ساعد الاقتصاد وشبكة التجارة الفايكنج بفعالية على إعادة بناء الاقتصاد الأوروبي بعد سقوط الإمبراطورية الرومانية.

## طرق التجارة
كان لدى الفايكنج شبكة تجارية واسعة وواسعة ومخطط لها. جرت التجارة على مستوى الذهب وعلى مسافات قصيرة وطويلة. جعلت التحسينات في تكنولوجيا السفن وقدرات الشحن التجارة ونقل البضائع أسهل بكثير، خاصةً عندما بدأت أوروبا في التحول إلى اقتصاد ضخم. أُجريت غالبية التجارة بين العديد من المواني على طول السواحل الإسكندنافية، وكانت الطرق مثبتة جيدًا حتى أنه كان يرتادها القراصنة المتطلعون إلى الاستيلاء على الممتلكات. ربما اتبعت غارات الفايكنج طرق التجارة الراسخة هذه، شارك الفايكنج أيضًا في التجارة مع التجار في جميع أنحاء أوروبا وآسيا والشرق الأقصى. كانت طرق فولغا ودنيبر التجارية هما طريقان تجاريان رئيسيان يربطان شمال أوروبا بالقسطنطينية والقدس وبغداد وبحر قزوين ونهاية طريق الحرير. لم تكن طرق التجارة هذه تجلب البضائع الفاخرة والغريبة من الشرق الأقصى فحسب، بل جلبت أيضًا كمية هائلة من العملات المعدنية العربية الفضية التي صُهرت من أجل الفضة واستُخدمت أيضًا في التجارة، ربطت العديد من الطرق التجارية الدول الإسكندنافية بالبحر الأبيض المتوسط مع طرق التجارة التي تمر عبر أوروبا الوسطى وحول شبه الجزيرة الأيبيرية.
في أيبيريا، كانت التجارة والاستكشاف الأولى على الأرجح في المعادن بسبب الدور الذي أدّته المنطقة في العصر الروماني. يُظهر المثال الأيبيري كيف كان الفايكنج في الغالب تجارًا وغزاة، الذين استخدموا قوتهم الراسخة الجديدة لتأسيس التجارة. أرسل الفايكنج أيضًا التجار إلى الغرب مثل جرينلاند وأمريكا الشمالية. ستؤدي طرق التجارة دورًا مهمًا في إعادة بناء اقتصاد أوروبا خلال عصر الفايكنج. أدى انهيار الإمبراطورية الرومانية إلى تراجع كبير في الاقتصاد الأوروبي. قبل بداية عصر الفايكنج، بدأت التجارة تزدهر مرة أخرى لكنها اعتمدت غالبًا على المقايضة، ما يعني أن كل التجارة تتوقف على «مصادفة مزدوجة للرغبات». ساعدت تجارة وغارات الفايكنج على إعادة تقديم العملات المعدنية وغيرها من السلع القيمة التي تم تداولها أو سرقتها مرة أخرى في الاقتصاد. أعيد إدخال هذه السلع في الاقتصاد بواسطة التجارة أو الأسواق التي أنشأها الفايكنج لغرض بيع الأشياء المنهوبة.

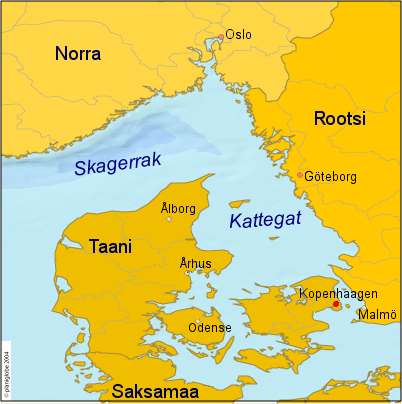

## المدن التجارية
في بداية عصر الفايكنج، تطورت أولى المدن التجارية المناسبة في الدول الاسكندنافية. ظهرت في مواقع مركزية على طول سواحل الدول الإسكندنافية بالقرب من المواني الطبيعية أو المضايق. تنوعت المراكز التجارية في الحجم والسمات والأهمية. فقط قلة مختارة تطورت إلى مراكز تجارية دولية. كان كل بلدة يحكمها ملك فرض ضرائب على البضائع المستوردة والمصدرة مقابل الحماية العسكرية لمواطني المدينة. كانت أكبر المراكز التجارية خلال عصر الفايكنج هي ريبي وهيديبي -الدنمارك- وكوبانج -النرويج- وبيركا -السويد- في منطقة البلطيق. كانت هيديبي أكبر وأهم مركز تجاري، تقع على طول الحدود الجنوبية للدنمارك في الجزء الداخلي من مضيق شلاي، وسيطرت هيديبي على كل من طرق التجارة بين الشمال والجنوب -بين أوروبا والدول الاسكندنافية- والطرق بين الشرق والغرب - بين بحر البلطيق وبحر الشمال. في ذروتها، كان عدد سكان هيديبي نحو 1000 شخص. تشير الأدلة الأثرية من هيديبي إلى أن الأهمية الاقتصادية للمدينة كانت ذات أهمية سياسية إذ شُيّدت التحصينات في القرن العاشر لتواجه العديد من الاعتداءات.
تأسست ريب، الواقعة على الساحل الغربي للدنمارك، في أوائل القرن الثامن بوصفها الطرف الشرقي لشبكة تجارية ونقدية امتدت حول بحر الشمال. ستبدأ العديد من المدن التجارية في بحر البلطيق بالتلاشي بعد عام 1000 بقليل إذ تحولت القارة إلى اقتصاد ضخم قلل من دور هذه المراكز. كان هذا أيضًا بالتوازي مع صعود السلطة الملكية في المنطقة. وُجد أيضًا العديد من مراكز تجارة الفايكنج الواقعة على طول العديد من الأنهار في روسيا الحديثة متضمنةً جوروديش وجنيزدوفو وشيريجوف ونوفجورد وكييف. أصبحت هذه المدن وجهات تجارية رئيسية على الطريق التجاري من بحر البلطيق إلى آسيا الوسطى.